# Lashio Airport
Lashio Airport är en flygplats i Myanmar.   Den ligger i regionen Shanstaten, i den centrala delen av landet, 400 km norr om huvudstaden Naypyidaw. Lashio Airport ligger 747 meter över havet.
Terrängen runt Lashio Airport är kuperad åt sydväst, men åt nordost är den platt. Lashio Airport ligger nere i en dal. Runt Lashio Airport är det ganska tätbefolkat, med 56 invånare per kvadratkilometer. Närmaste större samhälle är Lashio, 4,7 km söder om Lashio Airport. I omgivningarna runt Lashio Airport växer huvudsakligen savannskog.